# 248

## Evenimente
- Filip Arabul celebrează 1.000 de ani de la fondarea Romei (753 î.Hr).

## Decese
- dată necunoscută: Himiko  (n. ?)
- dată necunoscută: Pacatianus  (n. ?)
- 4 aprilie: Triệu Thị Trinh  (n. 225)